# Real-time bidding
Real-time bidding (RTB) – model zautomatyzowanego zakupu powierzchni reklamowej w czasie rzeczywistym w modelu aukcyjnym. W momencie kiedy użytkownik odwiedza serwis internetowy, która uczestniczy w aukcji, system licytuje powierzchnię, którą widzi użytkownik. Wyświetlana jest reklama tego reklamodawcy, który zdecydował się za nią zapłacić najwięcej. Cały proces odbywa się w czasie rzeczywistym i trwa około 100 milisekund. Reklamodawca dokonuje zakupu indywidualnych odsłon skierowanych do konkretnych użytkowników, dzięki czemu ma znacznie większą kontrolę nad przebiegiem kampanii reklamowych. Reklamodawca otrzymuje w ten sposób nowe narzędzia, które pozwalają mu dotrzeć do grupy docelowej z większą niż do tej pory precyzją. RTB powstał w Stanach Zjednoczonych w 2009 roku, pierwsze kampanie w Europie wystartowały pod koniec 2010 roku, a w Polsce na początku 2011 roku.
Uczestników rynku RTB dzieli się na stronę popytową (DSP, ang. demand-side platform) oraz stronę podażową (SSP, ang. supply-side platform). Istotną rolę odgrywają również hurtownie danych (DMP, ang. data management platform), które umożliwiają docieranie do grup docelowych przy użyciu szerokiego zestawu kryteriów. Dzięki zastosowaniu hurtowni danych możliwe jest kierowanie przekazu reklamowego o wysokiej skuteczności na witrynach internetowych, które były trudne do efektywnego wykorzystania przy tradycyjnym modelu zakupu mediów. Budowanie planu mediów przeważnie opierało się na doborze witryn internetowych, które były odwiedzane przez użytkowników o pożądanym profilu. Takie podejście prowadziło do wyróżnienia witryn internetowych o ściśle określonych tematach, które były uważane za media o wyższym potencjale reklamowym. W przypadku zakupu w modelu RTB z wykorzystaniem hurtowni danych możliwe jest dotarcie do pożądanych użytkowników na większości witryn internetowych, co z kolei umożliwia ograniczenie kosztu zakupu mediów.
Zakup mediów w modelu RTB umożliwia prowadzenie nowych form marketingu elektronicznego. Przykładem jest remarketing, czyli działanie mające na celu dotarcie z przekazem reklamowym do użytkowników, którzy już wcześniej wykazali zaangażowanie z wybraną marką, na przykład poprzez wejście na witrynę internetową lub przeglądanie produktów w sklepie internetowym.